# Misja Pełnej Ewangelii Kamerunu
Misja Pełnej Ewangelii Kamerunu (fr. Mission du Plein Evangile Cameroun) – ewangeliczna wspólnota kościołów zielonoświątkowych działająca w Kamerunie. Rozpoczęła pracę misyjną w 1961 roku i dzisiaj liczy 138 tysięcy wiernych w ponad 850 kościołach.

## Wiara i teologia
Przekonania Misji Pełnej Ewangelii w Kamerunie zawarte są w ich wyznaniu wiary.

„Wierzymy w: 
1. Jedynie Biblia jest natchnionym, nieomylnym i autorytatywnym Słowem Bożym.
2. Jest jeden prawdziwy Bóg, wiecznie istniejący w trzech osobach: Bóg Ojciec, Bóg Syn i Bóg Duch Święty.
3. W boskość naszego Pana Jezusa Chrystusa, w Jego narodziny z dziewicy, w Jego bezgrzeszne życie, w Jego cuda, w Jego zastępczą i przebłagalną śmierć (ofiarę), w Jego cielesne zmartwychwstanie, w Jego wniebowstąpienie po prawicy Ojca, w Jego osobisty, przyszły powrót na ziemię w mocy i chwale, aby rządzić przez tysiąc lat.
4. W błogosławioną nadzieję, że Chrystus wkrótce powróci, aby otrzymać jego Oblubienicę (Kościół).
5. Regeneracja przez Ducha Świętego, jest absolutnie niezbędna do osobistego zbawienia.
6. W boskie uzdrowienie ciała ludzkiego przewidziane przez zbawcze dzieło Chrystusa na krzyżu, w odpowiedzi na modlitwy wierzących.
7. Chrzest w Duchu Świętym jest dany dla wiernych, którzy proszą o Niego, z wszystkimi dowodami objawiania się w Dziejach Apostolskich.
8. Kościół Jezusa Chrystusa jest powszechnym, ciałem duchowym wierzących z każdego pokolenia, języka, pokrewieństwa i rasy narodów, zamieszkany jest przez Boga, przez Ducha Świętego i bosko upoważniony do wypełnienia Wielkiego Nakazu Misyjnego na ziemi.
9. W uświęcającą moc Ducha Świętego, przez którego chrześcijanin jest zdolny żyć świętym życiem.
10. W ostateczny wyrok w sprawie zmartwychwstania zarówno zbawionych jak i potępionych, jednych do życia wiecznego, a drugich na wieczne potępienie.
11. W nowe niebiosa, nową ziemię i świętą Jerozolimę - miasta Bożego, zstępującego z nieba i pełnego chwały Boga”.